# تصميم الدراسة السريرية
مشروع الدراسة السريرية يمكن تعريفه على أنه صياغة المحاولات والتجارب، بالإضافة إلى الدراسات التي تخص الملاحظة في الأبحاث الطبية، والبحوث السريرية، وأنواع أخرى من البحوث (على سبيل المثال: وبائية) أي يمكن القول أنها الأبحاث التي تخص البشر.
ما تهدف اليه الدراسة السريرية هو تقييم سلامة، وفعالية، و / أو آلية عمل منتج أو أجراء طبي استقصائي، أو دواء أو جهاز جديد قيد التطوير، ولكن من المحتمل أنه لم تتم تأكيد الموافقة عليه بعد من قبل السلطة الصحية المسؤولة (مثل:إدارة الغذاء والدواء)، وهذا ما يقلل من أمكانية التقدم بالهدف.
يمكن أيضًا أن يكون هناك تحقيق في دواء أو جهاز أو إجراء تمت الموافقة عليه بالفعل ولكنه لا يزال بحاجة إلى مزيد من التحقيقات والتدقيقات، وهذه التحقيقات والتدقيقات تكون عادةً فيما يتعلق بالتأثيرات طويلة المدى أو الفعالية من حيث التكلفة أو ما يتم صرفه لانجاز هذا الأجراء.

## الحدود المهمة لأنواع مشاريع الدراسة السريرية

### الدراسة المتعلقة بالعلاج
* تجربة التحكم العشوائي:
تجربة المعلومات المحجوبة.
تجربة المعلومات غير المحجوبة.
- التجربة الإكلينيكية المعتمدة على التكيف.[4]

* تجربة غير عشوائية (شبه تجربة) :
مشروع سلسلة زمنية متقطعة (يتم الحصول على القياسات من عينة أو سلسلة من العينات من نفس السكان عدة مرات قبل وبعد حدث تم التلاعب به أو حدث طبيعي) - تعتبر شبه التجربة.

### دراسات المراقبة
1. وصفي:
تقرير حالة.
سلسلة الحالات.
دراسة السكان.
2. تحليلي:
* دراسة التعرض :
دراسة المرتقب.
دراسة بأثر رجعي.
دراسة السلاسل الزمنية.
* دراسة كيفية التحكم في الحالة:
دراسة كيفية التحكم في الحالات والشواهد المتداخلة.
* دراسة مقطع عرضي:
مسح مجتمعي (نوع من الدراسة المقطعية).
- دراسة بيئية.

## اعتبارات مهمه
عند اختيار نوع الدراسة السريرية المراد تحقيق التجارب والمحاولات عليها، يجب مراعاة العديد من العوامل.
تخضع أنواع مختلفة من الدراسات لأنواع مختلفة من التحيز، على سبيل المثال، من المرجح أن يحدث التحيز المستدعى في الدراسات المقطعية أو دراسات التحكم في الحالات حيث يُطلب من الأشخاص تذكر ما تعرضوا له من عوامل الخطر، وذلك للربط بين الأحداث.
قد يكون الأشخاص الذين يعانون من الحالة ذات الصلة (مثل سرطان الثدي) أكثر عرضة لتذكر واستدعاء العوامل الخطرة ذات الصلة التي تعرضوا لها (مثل العلاج بالهرمونات البديلة) من الأشخاص الذين ليس لديهم هذه الحالة، وهذا هو المنطق حيث أن العوامل نفسها من المحتمل أن تسبب الحالة نفسها عند الأشخاص أذا كانت الظروف أيضا مشتركه.
قد تحدث المغالطة البيئية عندما يتم استخلاص استنتاجات وأفكار حول الأفراد من التحاليل التي أجريت على البيانات المجمعة، حيث تميل طبيعة هذا النوع من التحليل إلى المبالغة في تقدير درجة الارتباط بين المتغيرات.
.

### الدراسات الموسمية
يمكن أن يؤدي إجراء دراسات في ظل الاعتبارات الموسمية (مثل الحساسية والاضطراب العاطفي الموسمي والإنفلونزا وغيرها) إلى تعقيد التجربة حيث وذلك بسبب سرعة تحقيق التجربة على المريض. بالإضافة إلى ذلك، يمكن أن تؤثر الاختلافات الموسمية وأنماط الطقس على الدراسة موسمية.

## مفاهيم أخرى
- - يستخدم مصطلح الدراسة بأثر رجعي في بعض الأحيان كمصطلح آخر لدراسة التحكم في الحالات والشواهد.[13] مع ذلك هذا الاستخدام لمصطلح «دراسة بأثر رجعي» يعتبر مضلل، يجب تجنبه لأن مشاريع البحث الأخرى، إلى جانب دراسات التحكم في الحالات والشواهد، هي أيضًا توجهها يكون بأثر رجعي.
  - تم تصميم تجارب التفوق لإثبات وبرهنة أن علاجًا واحدًا يتم تطويره أكثر فعالية من علاج مرجعي معين موجود بالفعل. غالبًا ما يُستخدم هذا النوع من مشاريع الدراسة لاختبار فعالية العلاج مقارنةً بأفضل علاج متاح حالي، أو مقارنة بالعلاج الوهمي.
  - تم تصميم تجارب عدم النقص لإثبات أن العلاج الجديد على الأقل ليس أقل فعالية من علاج مرجعي معين. غالبًا ما يتم استخدام هذا النوع من مشاريع الدراسة عند مقارنة علاج جديد بمعيار طبي ثابت من الرعاية، في المواقف التي يكون فيها العلاج الجديد أرخص أو أكثر أمانًا أو أكثر ملاءمة من العلاج المرجعي، وبالتالي يكون العلاج الجديد هو المفضل، ما لم يكن أقل فعالية.
  - تم تصميم تجارب التكافؤ لإثبات أن علاجين فعالين بنفس القدر.
  - عند استخدام «مجموعات متوازية»، يتلقى كل مريض علاجًا واحدًا؛ ولكن في «الدراسة التشريحية»، يتلقى كل مريض عدة علاجات ولكن بترتيب مختلف.
  - تقيم الدراسة الطولية مواضيع البحث على نقطتين أو أكثر في الوقت الواحد؛ على النقيض من ذلك، تقيم الدراسة المستعرضة الموضوعات البحثية في نقطة واحدة فقط في الوقت الواحد (لذا فإن دراسات التحكم في الحالات والشواهد والعشوائية ليست مستعرضة).